# Dublinská mešita
Dublinská mešita (anglicky Dublin Mosque, irsky Mosc Átha Cliath) je mešita v Dublinu, v Irské republice. Sídlí v ní Islámská nadace Irska. Byla zřízena v roce 1983 v bývalém presbyteriánském kostele. Je bez minaretů.